# Otrokocsi Fóris Ferenc

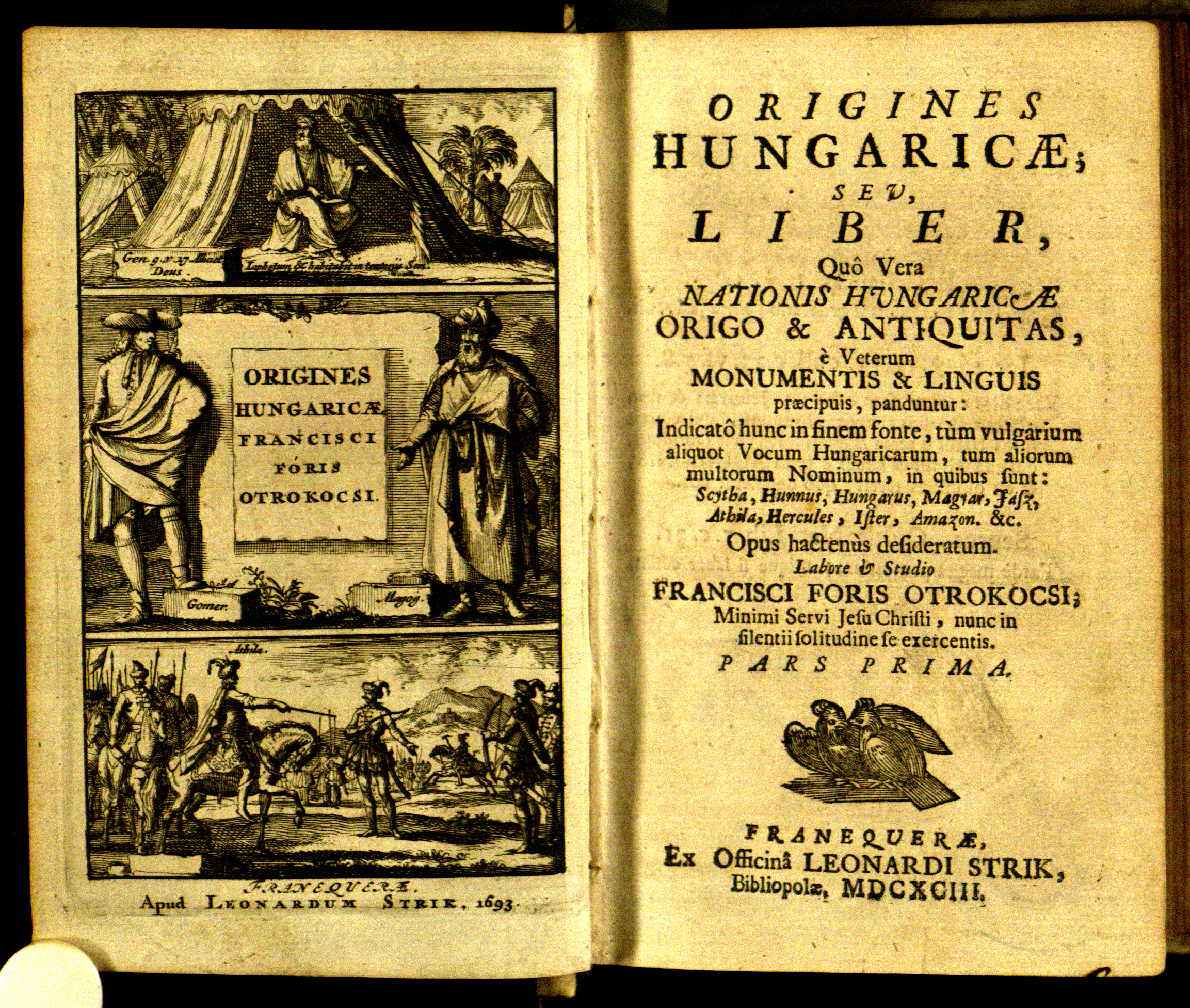
Otrokocsi Fóris Ferenc 1691. november 20-án Franekerbe érkezett, ahol megírta feltűnést keltő Origines Hungaricae című kétkötetes munkáját, amely összehasonlító nyelvészetünkben hosszú ideig kiváló iskolát nyitott meg.

Otrokocsi Fóris Ferenc (Rimaszécs vagy Otrokocs, 1648. október – Nagyszombat, 1718. október 1.) bölcseleti, teológiai és jogi doktor, akadémiai jogtanár, a barokk gályarab-irodalom képviselője.

## Élete
Vallásos buzgalmát református szüleitől örökölte. A világi tudományokért, saját bevallása szerint sohasem lelkesült. A szatmári városi tanács hívta meg az ottani református kollégiumba Veszprémi István mellé második oktatónak. Külföldi egyetemre vágyott, ezért Gömör vármegye segítségéért folyamodott. Vágya egy éven belül teljesült és Utrechtbe ment akadémiai tanulmányokra. Burmann, Essenius, Gisbertus Voetius és a nagyhírű hebraista Johann Leusden voltak tanárai; az utóbbi különösen szerette őt, mivel nagy hajlamot tanúsított a keleti nyelvek iránt. 1672. február 21-én nyilvánosan disputált az akadémián.
1673-ban visszatért hazájába és Rimaszombatban választották meg lelkésznek. Az ellenreformáció 1674-ben kezdte meg az idézéseket és Szelepcsényi György prímás március 5-ére hívta meg Pozsonyba a királyi tábla elé a protestáns lelkészeket és tanítókat. Mint maga mondja, Pozsonyban csak szabad fogságban voltak és igen emberségesen bántak velük. A prímás és Kolonich püspök, vagy ezek megbízottai naponként meglátogatták őket és folyton lelkükre beszéltek, hogy térjenek meg és ne tanítsák többé a katolikusokra szórt rágalmakat. A hajthatatlan Otrokocsi és sok társa annyira sérelmesnek találták az eléjük adott föltételeket, hogy egyiket sem akarták elfogadni. Azért kimondták rájuk a végzetes ítéletet, amely őket börtönbe, majd a nápolyi gályákra vitte; június 6-án vitték őket Lipótvárra. Itt Kellius jezsuita atya látogatta meg őket az áttérítés céljából. Rabságuk idejét mindenféle szolgai munkával kellett tölteniök: sáncokat ástak, köveket, homokot hordtak, gabonát rostáltak. Végül 1675. március 18-án elindultak a hosszú útra, Morvaországon, Ausztrián, Stájerországon át az Adriai tengerre. Triesztnél levették szakállukat és katonaruhát adtak rájuk. Így kényszerültek tovább vándorolni a nápolyi gályákra. Tíz hónapi sínylődés után 1676. február 11-én Ruyter tengernagy kiszabadította őket és holland hajókon mentek Velencébe, onnan Zürichbe. Itt jólelkű reformátusok házaiban mint vendégek tartózkodtak; Otrokocsi Rudolf Balberus házában lakott. Különösen Lavater János tanár érdeklődött sorsuk iránt és kérte őket, írják meg az ő számára szenvedésük történetét, amit meg is cselekedtek. Otrokocsi is engedett a felszólításnak és röviden leírta száműzetését és kiállott sanyarúságait; azonban mindezt részletesebben is megírta Furor bestiae című munkájában. Zürichből társaival Utrechtbe ment, hogy régi ismerőseit fölkeresse, akik őt örömmel látták és segítették is további tudományos pályáján.
Mindenekelőtt, még 1676-ban, hét társával átkelt a tengeren, Angliába ment, ahol a király megengedte, hogy segélyt gyűjthessenek. Oxfordban időzött, de már 1678-ban ismét Utrechtben volt és – Czvittinger szerint – itt a felsőbb tudományokat tanította; emellett egyházi tudományokkal és tudományos könyvek írásával foglalkozott. 1677-ben csak mint «pro Christi nomine exul» szerepel. 1679-ben már otthon volt rimaszécsi lelkészi lakában és azon év júliusában és 1680-ban ugyanott prédikált.
Hogyan került haza, holott csak az 1681. évi országgyűlés XXV. törvénycikkének értelmében lett volna szabad társaival hazatérnie, erre vonatkozólag nincsenek adataink. Még ugyanazon évben Gyöngyös lelkésze lett és imakönyvet adott ki hívei számára. Lampe szerint delíriumban szenvedett és tél idején a hóval és jéggel borított mátrai hegyek közt barangolt eszeveszetten, apró leánykájával. Valószínűleg a túlfeszített szellemi munka idézte elő idegbaját. A híveivel meghasonlott és 1687-ben Kassára került; itt Ladányival lelkészkedett, de csak két évig, mert Ladányi halála után a város egyedüli református lelkésze volt. A katolikusokkal gyakran érintkezett. Lelkének e nagy tépelődése meglátszott külső magaviseletén, felesége és családja iránt bizonyos apátia fogta el, mogorva és mélabús, olyan volt élete, mint a rideg aszkétáké. Ezért hívei hóbortosnak tartották és hivatalától felfüggesztették. 1690. március 8-án Udvarhelyi István, a helvét felekezet főkuratora, kizavarta őt a lelkészségből. Nagy-Britanniába igyekezett, hogy III. (Orániai) Vilmos előtt a magyarországi reformátusok szomorú sorsát ecsetelje és azok számára hathatós védelmet kérjen. Brémán és Emdenen át Amszterdamba ment, ahova augusztus 28-án érkezett. Itt újra a katolikusok ellen fordult és két munkát is adott ki, hogy bebizonyítsa igaz református meggyőződését; az egyiket III. Vilmos királynak ajánlotta. Ősszel átkelt a tengeren, hogy az oxfordi könyvtárt látogassa. Különösen a két protestáns felekezet, a kálvinisták és lutheránusok egyesülésén dolgozott. Itt újra a katolikus vallás felé hajolt és kezdte ennek tanait nagyobb figyelmére méltatni; nem kelt ki többé műveiben a katolikus vallás ellen. 1691. augusztus 20-án elhagyta Oxfordot barátainak ajánló leveleivel és november 20-án Franekerbe érkezett, ahol az egyetem tanárai szívesen látták és másfél évig tartóztatták. Itt írta meg nagyobb feltűnést keltő Origines Hungaricae című kétkötetes munkáját, amely összehasonlító nyelvészetünkben hosszú ideig kiváló iskolát nyitott meg. 1693 májusában Utrechtben tanárát, Leusdent látogatta meg, akinek ajánló levelével Amszterdamon és Németországon át hazájába tért vissza, Kassára. Óvatosan kerülték őt protestáns hitsorsosai; ez annál inkább késztette, hogy nyíltan kezdte tárgyalásait a katolikusokkal, főleg a jezsuitákkal, és 1694-ben kiadott munkájában védekezik a protestánsok rágalmai ellen és a katolikusokkal való nyílt tárgyalásának okait fejtegeti. Fölkereste Jászón az egri püspököt, ki jászói prépost is volt és a megtérőt kegyesen fogadta s Nagyszombatba vitte magával, hogy ott tudományszomját kielégítse. Kempis Tamást olvasgatva, első dolga volt, hogy a nyomdát foglalkoztassa. 1694. szeptember 30-án I. Lipót évente száz tallért utalványozott ki neki, 1695 óta pedig «ex cassa parochorum» kap évenként 150 forintot. Az esztergomi káptalan megkínálta akadémiai tanársággal, de ennek elfogadását még korainak tartotta, előbb újabb munkáit akarta kiadni. 1696 szeptemberében Bécsbe ment, hogy magát az uralkodónak bemutassa; innét pedig Rómába utazott. Sokat épülve és nagy kitüntetéssel, mint a hittudomány, bölcselet és mindkét jog doktora több mint egy évi tartózkodás után tért vissza Nagyszombatra. Visszatérte után, mint világi, mert hogy katolikus pap lett volna, sehol se akadunk nyomára, rendezte a káptalan könyvtárát és levéltárát. 1699-ben újból kapott meghívást a nagyszombati akadémia jogi tanszékére. Most már engedett a meghívásnak és jogi tankönyvet is írt hallgatói számára. A hitbuzgó férfi fejébe vette, hogy Istentől kapott hivatást a protestánsok visszatérítésére. 1711-ben Bécsben járt I. József királynál, hogy e törekvésében őt pártfogolja és 1712-ben szintén Bécsben járt és ott adott ki munkákat. Végül 1718. okt. 1. meghalt Nagyszombatban. Könyvei nagyobbrészt az esztergomi főegyházmegyei, akkor még káptalani könyvtárba kerültek.
1693-ban a magyarok eredetéről írott munkájában magyar szavakat igyekezett magyarázni a héber nyelvből.

## Művei
- Disputatio Theologica De Vocatione Abrahami, juxta locum Genes. 12. vers 1. 2. 3. Quam … Sub Praesidio … Francisci Burmanni… Publicè ventilandam proponit … Ad diem 21. Februarii. Ultrajecti, 1672
- Kereszt alatt nyögő Magyar Izraelnek Hálá-adó és Könyörgő Imádságái. Siral 3. v. 48. 49. 50. Vizeknek folyamati mennek alá az én szemembül az én népem leányának nyomorúsága miatt. Az én szemem folly és nem szünik meg [a sirástul] (azért, hogy nincs szüneti a nyomorúságnak); míg reánk nem tekint, és meg nem lát Jehova az égbül … Kolosvár, 1682 (tartalma öt imádság)
- Idvességes Beszélgetések, Némelly válogatott Szent Irásbeli hellyekrül. Mellyeknek alkalmatosságával, hellyel hellyel, a Szent Irásnak értelmében gyönyörködő elméknek, igen szükséges Kérdések megmagyaráztatnak; és minden idvezülni kivánkozó lelkeknek épületire, szép Tanúságok és azokból ki-folyó Hasznok alkalmaztatnak. Uo. 1683
- Batizfalvi Máriássy Imre fölött Márkusfalván elmondott gyászbeszéd, 1689 (magyarul; ma ismeretlen kisnyomtatvány)[3]
- Apocalyptica Tuba, Quinta, Ortum, Progressum & Interitum, Locustarum, Aculeis & omni stratagemate armatarum, pandens; in Ecclesia Dei multis persecutionibus jactatae consolationem, contra magnos & praecipuos Antichristi Satellites, An. D. 1683 explicata … in qua deplorandus Ecclesiae Hungaricae Status compendiose delineatur. Amstelaedami, 1690
- Strenae Cujus Discussio Pacifica. Seu Questionis Decantatae, Ubi fuerit Ecclesia Reformata, ante Lutherum, Zwinglium & Calvinum? a Sacerdote quodam Ordinis Jesuitici, loco muneris novi anni ad alios missae, compendiosa Resolutio, pace, modestia & charitate Cristiana temperata. Amstelodami, 1690
- Ειρηνικον, Seu Pacis Consilium, Pro Ineunda Unione & Concordiâ, inter Fratres Protestantes Augustanae & Helveticae, ceterisque cognatis confessionibus addictos; Ecclesiae Dei hoc tempore infausto, inprimis in afflictissima Hungaria saluberrimum: pandens simul pacificè, breven Controversiae enarrationem, & sententiae utriusque Partis de Eucharistia, veram ante Reformationem, originem. Profectum a Charitate & labore Francisci Foris Otrokocsi, Minimi Servi J. Christi, è Triremibus Neopolit. quondam liberati. In Hungaria primum A. 1682. rudiori Minervâ elaboratum; et Oxonii A. 1691. limatius & perfectius factum. Psal. 133. vs. 1 … 3 … Franekerae, 1692
- Origines Hungaricae; Sev Liber, Quo Vera nationis Hungaricae Origo & Antiquitas è Veterum Monumentis & Linguis praecipuis, panduntur: Indicatô hunc in finem fonte, tum vulgarium aliquot Vocum Hungaricarum, tum aliorum multorum Nominum, in quibus sunt: Scytha, Hunnus, Hungarus, Magyar, Jász, Athila, Hercules, Ister, Amazon &c. Opus hactenus desideratum … Pars Prima et Secunda. Uo. 1693 Online hozzáférés
- A jó lelkiismeretnek maga mentő tanubizonysága. Kassa, 1694 (egy példánya sem ismeretes)
- A tévelygő juhról való Praedikatzio. Nagy-Szombat, 1694. (Bod szerint írta és elmondotta, midőn a római kath. hitre általtért. Egy példánya sem ismeretes).
- Apologeticum Bonae Conscientiae Testimonium; De Pacifico Studio. Quo Franciscus Foris Otrokocsinus, Hungarorum Helveticae Confessioni addictorum quibusdam in locis suo tempore, ac proximè Cassoviae Pastor in Spiritualibus, Contra sinistre judicantes protestatur, se non aliter, quam unicè validis è Scriptura Sacra depromtis argumentis permotum esse è Deo, ad dandam Ecclesiasticae Paci Catholicae operam; Insinuans ijsdem, id quod hic in bonum eorum spectat. & quod aequissimum est. Uo. 1694
- Examen Reformationis Lutheri et Sociorum Ejus Ab An. D. 1517 factae; Justum, modestum, pacificum, animaeque in salutem necessarium, Quo ostenditur, Lutherum ejusque Socios non fuisse veros Reformatores a Deo specialiter missos; ac proinde non eorum Reformationem esse Dei verbo & Fidei veteris Ecclesiae Orthodoxmae conformem: Quodve hâc ratione, Viam Pacis & Unionis cum Ecclesia Romana salutarem, … aperuit. Quam ut alii quoque Protestantes videant, & sequantur: validis rationibus, modestè, candidè & solicitè agit Author. Uo. 1696
- Laetum ad Lugentes Sion Nuncium. Quo ex Isaiae XXX. v 28. Ostenditur instrare tempus amplissimae Lucis Spiritualis In Ecclesia Christiana; Nec non Conversionis Turcarum, Et tot Vulnerum Scissionumque Ecclesiae Sanationis, per Christianorum Unionem futurae. Insuper, Specialius primaria in pectoribus Protestantium obstacula cogitandae Pacis & Vnionis cum Romano-Catholicis ineundae, amoventur. Uo. 1696
- Roma Civitas Dei Sancta. Seu, Opusculum tale, Quo Juxta ductum. Psalmi XLVII-mi (al. XLVIII.-vi) ostenditur, quod per veterem literalem Jerusalem & Sion, (sensu strictiori) Romanae Urbis Ecclesia, ut aliarum Ecclesiarum Caput fuerit praefigurata. Demum, ad Protestantes Epilogus salutaris vertitur. Uo. 1698.
- Róma Istennek Sz. Városa. Avagy, Olly Munkácska, Mellyben a 47-dik (máskép 48-dik) Sóltárnak vezérlése szerint, meg mutattatik, hogy a régi betű szerint való Jerusalemen és Sionon (szorossabb értelemben) a Róma-város-béli Ecclesia, mint egyéb Ecclesiáknak Feje példáztatott. Végre, a Protestánsokhoz, idvességes bé rekesztőbeszéd fordíttatik. Uo. 1698
- Breve Specimen Introductionis In Jurisprudentiam Methodicam. Unà cum annexa suis locis Succincta Juris Canonici Collatione cum Jure Civili. Huic subnectitur, Experimentum Reductionis Juris Hungarici Ad Suos Fontes In aliquot Exemplis. Uo. 1699
- Isten előtt járóknak tökéletessége; Avagy, igaz kegyességnek és szentségnek úttya; Melylyet az Sz. Irásbúl, és a régi Sz. Atyáknak s-egyéb hiteles Doctoroknak tanításokbúl, hüséges munkával le-irt … Hogy az idvözülni kivánkozó hívek a Szenteknek példájok szerint, olly Szentséget érhessenek ez életben, melynek vége minden bizonnyal az örök boldogság légyen … Uo. 1699
- Theologia Prophetica, Seu, Clavis Prophetiarum et Typorum Scripturae Sacrae, Ex ipsa Scriptura S. & SS. Patribus (aliisque eximiis Doctoribus) ita adornata, Ut eâ rectè utentes Scopulos Novitatum, paci & unitati S. Ecclesiae & adversantium evitare, pedes in via Veritatis figere, magnaque de futuris S S. Ecclesiae & Mundi nationum rebus arcana in dies intelligere, & in vera quoque pietate proficere possint: Studiô et labore … Uo. 1705 (I. kiadása. Oxonii, 1691)
- Antiqua Hungarorum Religio Verè Christiana & Catholica, Temporibus Sancto Stephani, Primi eorum Regis Christiani ab ipsis suscepta, & ab eodem Sancti Rege, Filio suo S. Emerico per modum instructionis summarie tradita: Nunc vero Cum debita illustratione & explicatione, pro meditanda & maturanda sancta christianorum in Fide Unione, DD. Hungaris, ac praesertim DD. Protestantibus utriusque Partis, modesté & cum sincero aeternae salutis eorum desiderio, Sub auspiciis, & cum Consensu speciali Celsissimmi ac Rev. principis & Dni Pauli Szecseni, Archiepiscopi Colocensis proposita … Uo. 1706
- Sanctus Joseph Patriarcha, Ut Vir Deo charus. ac diversis Praerogativis, (Futurorum significativis) ab eodem donatus, Et ut Speculum Magnarum Virtutum, Inprimis Clementiae & Charitatis perfectae, ac etiam Exemplum Validae Consolationis in adversis, de iisdem suo tempore superandis, Ex Codice Sacro succincte descriptus… Viennae, 1711 (eredeti kézirata a m. n. múzeumban)
- Media vitae prolongandae. Seu, opusculum, quo, praemissa expositione textus psalmistae, dies super dies regis adjicies, &c. docetur, quibus mediis vita fidelium, inprimis regum & principum ita prolongetur, ut hic Deo, s. ecclesiae, & reipublicae christianae diu vivant, ac demum aeterna in coelis beatitudine perfruantur; inter quae media, ultimo loco, sanctae pacis & unionis christianorum laboriosum studium, ut summo hoc tempore necessarium traditur & suadetur. Uo. 1712
- Princeps Nadib Christus in suis principibus. Seu tractatus, quo, ex Isaiae cap. 32. v. 8. explicato, ostenditur, Christum Dominum, ut summum principem, Nadib per Isaiam dictum, ultimisisce temporibus suscitaturum tales populi sui eximios principes & ductores utriusque status, quos ipse plene inhabitabit, per eosdemque magnifica & principe digna aget in populi sui bonum; et quod inter eos, primarius erit pastor ecclesiae visibilis; sub quo, juxta Joan. 10. v. 16. (sensu pleniori) unum ovile futurum est. Exaltationi gloriosae piorum principum utriusque status, ac verae emendationi populi christiani maturandae & promovendae inserviens. Ugyanott, 1716
- Bellum sacrum, juxta scripturas propheticas, contra hostes s. ecclesiae, sancte, et cum felici successu gerendum. Seu, tractatus, quo ex sacris prophetiis docetur, per christianos diversarum partium erga se invicem conciliandos, & ad mutuam concordiam adducendos, hostes s. ecclesiae internos & externos, specialius turcam, utpote novum Assyrium, novumque Moab certo debellatum iri: ubi tempus etiam quoddam novi Moab (ex Isaia) tangitur explicatur; deque optata contra hostes illos vicioria obtinenda, modi per aliquot puneta piorum instructionum, ad decorem & gloriosam s. ecclesiae dilatationem spectantium, traduntur. Uo. 1717
- Otrokocsi Fóris Ferenc Hálaadó és könyörgő imádságai. Kolosvárat, 1682; tan. Bán Imre; Bethlen Ny., Bp., 1940 (A reformáció és ellenreformáció korának evangéliumi keresztyén (református és evangélikus) egyházi írói)
- Fenevad dühöngése Magyarországon a Jézus Krisztusról bizonyságot tevők ellen, 1676; ford., sajtó alá rend. Herpay Gábor, előszó Csikesz Sándor; Sylvester Ny., Bp., 1933 (Az Országos Református Lelkész-Egyesület Könyvkiadó-Alapjának kiadványa)

Gyászverse van a Ferialis Ac Inopinati Occasus … Juvenis D. Johannis Raatz Beszermenyi, … Stephani Kvn Senioris ab Osdola … rapido Viadri ad Uratislaviam flumine, 1687. die 4. Julii (fato coclesti) suffocati … Memoria. Ultrajecti, 1677. cz. munkában.
Kézirati munkái a Magyar Nemzeti Múzeumban: Furor Bestiae contra testes Jesu Christi in Hungaria horumque victoria divinitus data; sive partorum Hungaricorum, Christo fidelium varia calamitas speciatim vero multorum inaudita mortificatio, dunq. captivitas, a pontificiae ecclesiae praelatis inflieta; una cum perseverantia eorum coelitus donata et liberatione superstitum desiderata breuiter et succincte descripta. Accedit Kocsy Valentini: Narratio brevis de opressa libertate Hungaricarum ecclesiarum, 4rét 342 I. XVII. századbeli másolat. Ugyanez: Anno 1777. in usum sui posteritatisq. suae describi curavit n. Stephanus Peter Halasino cumanus. 4rét 109 levél; De morte crudeli & violenta novemdecim martyrum. Végén: Scribebam anno reparatae Salutis 1676. die 25. Novembris, 4rét 22 levél. Egykorú másolat (az előbbeni munkának végső része).

## Kapcsolódó szócikk
A barokk kor magyar irodalma